# Antonio Čolak
Antonio-Mirko Čolak (* 17. September 1993 in Ludwigsburg) ist ein kroatisch-deutscher Fußballspieler, der seit Juli 2023 bei Parma Calcio 1913 unter Vertrag steht.

## Karriere

### Vereine

#### Anfänge
Čolak begann 1997 beim SGV Freiberg mit dem Fußballspielen, wechselte 2000 in die Jugendabteilung der Stuttgarter Kickers, kehrte für zwei Spielzeiten nach Freiberg zurück und gelangte jeweils für eine Saison in die Jugendabteilung der TSG 1899 Hoffenheim und des Karlsruher SC. Für die zweite Mannschaft kam er zu einem Spiel in der Regionalliga Süd. Im Heimspiel am 24. März 2012 (25. Spieltag) war er mit dem Siegtreffer zum 1:0 in der 78. Minute – fünf Minuten nach seiner Einwechslung für Marcus Piossek – der spielentscheidende Akteur gegen FC Bayern Alzenau.

#### Profidebüt beim 1. FC Nürnberg
Zum 1. Juli 2012 verpflichtete der 1. FC Nürnberg Čolak, für dessen zweite Mannschaft er zunächst zum Einsatz kam und 32 von 38 Regionalligaspiele bestritt. In der Folgesaison kam er sechsmal in der Bundesliga für die Profimannschaft zum Einsatz und gab sein Debüt am 19. Oktober 2013 (9. Spieltag) beim 1:1 im Auswärtsspiel gegen Eintracht Frankfurt mit Einwechslung für Tomáš Pekhart in der 78. Minute. Im Februar 2014 verlängerte er die Laufzeit seines Vertrages bis zum 30. Juni 2016 und rückte in die erste Mannschaft auf.

#### Lechia Gdańsk
Mit Beginn der Saison 2014/15 – inzwischen in die 2. Bundesliga abgestiegen und nachdem Čolak bereits ein Zweitligaspiel absolviert hatte – wurde mit dem polnischen Erstligisten Lechia Gdańsk ein Leihgeschäft bis zum 30. Juni 2015 vereinbart., Anschließend zog Lechia Gdańsk die Kaufoption und erwarb die Transferrechte an Čolak der wiederum jedoch kein Interesse hatte, einen neuen Arbeitsvertrag zu unterschreiben, sodass die Transferrechte beim 1. FC Nürnberg verblieben.

#### Diverse Stationen als Hoffenheimer Leihspieler
Im Juli 2015 erwarb die TSG 1899 Hoffenheim die Transferrechte an Čolak. Dort zählt Čolak zum sogenannten „Perspektivkader“, dem Spieler angehören, die zunächst durch Ausleihen Spielpraxis sammeln sollen, um sie später in den eigenen Kader zu integrieren oder gewinnbringend zu transferieren. Für die Saison 2015/16 wurde Čolak in die 2. Bundesliga an den 1. FC Kaiserslautern ausgeliehen.
Zur Saison 2016/17 wechselte Čolak nach einem mehrwöchigen Probetraining auf Leihbasis zum Bundesligisten SV Darmstadt 98. Hier erzielte er am 6. Spieltag seine ersten beiden Bundesliga-Tore beim Spiel gegen Werder Bremen.
Zur folgenden Saison 2017/18 wurde Čolak an den Bundesliga-Absteiger FC Ingolstadt 04 verliehen. Dort debütierte er am 4. August 2017, dem 2. Spieltag der Saison 2017/18, bei der 0:1-Niederlage gegen den SV Sandhausen, als er in der 71. Spielminute für Stefan Kutschke eingewechselt wurde.

#### HNK Rijeka
Nachdem Čolak bis zum Jahresende 2017 nur zu sechs Zweitligaeinsätzen ohne eigenen Torerfolg sowie zu einem Einsatz (ein Tor) in der zweiten Mannschaft in der viertklassigen Regionalliga Bayern gekommen war, wurde die Leihe am 11. Januar 2018 vorzeitig beendet und Čolak bis zum 30. Juni 2019 an den kroatischen Erstligisten HNK Rijeka weiterverliehen. Bis zum Ende der Saison 2017/18 kam er 16-mal in der Liga zum Einsatz (14-mal in der Startelf) und erzielte sechs Tore. In der Saison 2018/19 erzielte Čolak in 24 Einsätzen (16-mal Startelf) zwölf Tore und gewann mit dem Verein zudem den kroatischen Pokal. Zur Saison 2019/20 erwarb der Verein schließlich die Transferrechte an Čolak, der einen neuen Vertrag mit einer Laufzeit bis zum 30. Juni 2022 erhielt. Er erzielte in 32 Ligaspielen (27-mal von Beginn) 20 Tore und wurde gemeinsam mit Mijo Caktaš und Mirko Marić Torschützenkönig. Zudem konnte er mit der Mannschaft erneut den Pokal gewinnen.

#### PAOK Thessaloniki
Am 20. September 2020 wurde bekannt, dass sich PAOK mit Rijeka auf einen Transfer von Čolak für eine kolportierte Ablösesumme von 3.000.000 € einigen konnte. Čolak unterschrieb einen Vierjahresvertrag, der ihm ein Jahresgehalt von 450.000 € bescheren soll. Er kam bei PAOK in der Saison 2020/21 auf zehn Ligaeinsätze und 335 Spielminuten, in denen er ein Tor erzielen konnte. Dazu kamen sechs Einsätze in internationalen Wettbewerben.

#### Malmö FF
Nach einem halben Jahr mit wenig Spielpraxis in Griechenland, wurde Čolak im März 2021 nach Schweden an Malmö FF verliehen. Die Leihe wurde bis zum 31. Dezember 2021 angesetzt und beinhaltete eine Kaufoption über 3.000.000 €. 2021 gewann er mit der Mannschaft die schwedische Meisterschaft. Nach überstandener COVID19-Erkrankung im April, verriet Čolak in einem Interview, dass er es begrüßen würde, wenn Malmö ihn fest verpflichten würde. Dennoch kehrte er Anfang 2022 nach Griechenland zurück.

#### Glasgow Rangers
Im Juli 2022 wechselte Čolak für eine Ablösesumme zu den Glasgow Rangers nach Schottland.

### Nationalmannschaft
Čolak bestritt bereits für die Nachwuchsmannschaften des kroatischen Verbandes (HNS) Länderspiele. Sein Debüt für die U-18-Auswahlmannschaft gab er am 2. Mai 2011 in Bánovce nad Bebravou bei der 0:2-Niederlage gegen die Auswahl Norwegens. Für die U-19-Nationalmannschaft debütierte er am 8. Februar 2011 in Umag beim 1:1 im Spiel gegen die Auswahl Irlands, wobei er mit dem Führungstreffer in der 3. Minute sein erstes Länderspieltor erzielte. Mit der U-19-Nationalmannschaft nahm Čolak im Juli 2012 in Estland an der Europameisterschaft teil und bestritt alle drei Gruppenspiele. Für die U-20-Nationalmannschaft absolvierte er drei Länderspiele, sein erstes am 8. Dezember 2011 in Dekani beim 1:0-Sieg gegen die Auswahl Sloweniens. Im November 2020 debütierte Čolak in einem Freundschaftsspiel gegen die Türkei in der kroatischen A-Nationalmannschaft.

## Erfolge
Mit der Mannschaft:
- Schwedischer Meister: 2021 (mit Malmö FF)
- Kroatischer Pokalsieger: 2019, 2020 (mit HNK Rijeka)

Persönlich:
- Torschützenkönig der 1. HNL: 2020

## Privates
Sein älterer Bruder Jure (* 1989) ist ebenfalls Fußballspieler.